# Livraisons d'histoire de l'architecture
Livraisons d’histoire de l’architecture est une revue semestrielle qui publie des travaux de jeunes chercheurs issus de l’École pratique des hautes études, de l’École nationale des chartes et de l’École du Louvre.
Lancées à l’initiative de Jean-Michel Leniaud et de Béatrice Bouvier en 2001 avec la collaboration d’étudiants, doctorants ou non, issus de l’École pratique des hautes études, de l’École des chartes et de l’École du Louvre, les Livraisons d’histoire de l’architecture, de leur nom complet Livraisons d’histoire de l’architecture et des arts qui s’y rattachent, ont pour objectif de publier des travaux inédits d’étudiants avancés et de jeunes chercheurs. La qualité des articles présentés est garantie par un conseil scientifique de réputation internationale et composé d’éminents spécialistes originaires de divers pays d’Europe.